# Locul fosilifer de la Târnova
Locul fosilifer de la Târnova (monument al naturii), este o arie protejată de interes național ce corespunde categoriei a III-a IUCN (rezervație naturală de tip paleontologic), situată în județul Caraș-Severin, pe teritoriul administrativ al comunei Târnova.

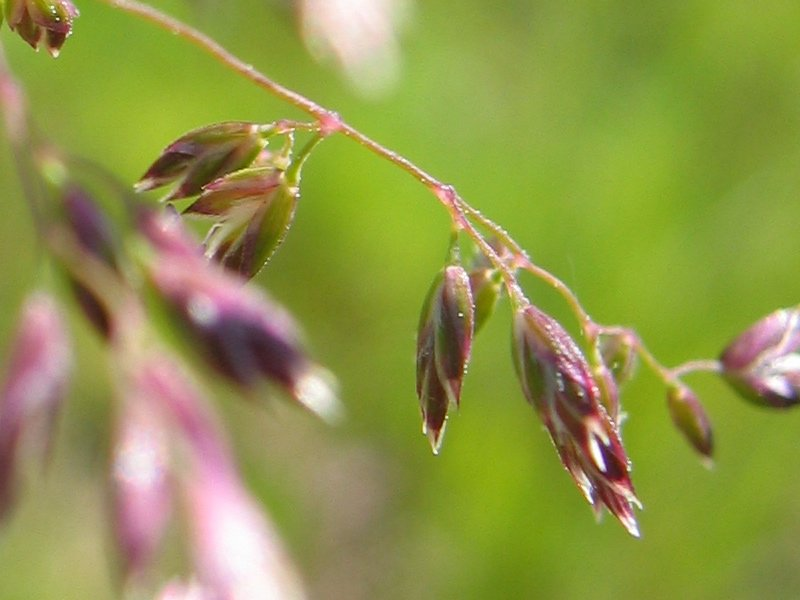
Firuţă (Poa pratensis) - detaliu

## Descriere
Rezervația naturală cu o suprafață de 2 ha, aflată în partea sudică a satului Târnova, a fost declarată prin Legea Nr.5 din 6 martie 2000 (privind aprobarea Planului de amenajare a teritoriului național - Secțiunea a III-a - zone protejate) și reprezintă o zonă de deal străbătută de Valea Satului și Valea Surupinii, cu vegetație forestieră (fag, carpen, tei, gorun), arbusti (porumbar, cărpiniță, mur, alun, mojdrean) și vegetație ierboasă (coada șoricelului, golomăț, păiuș, firuță, trifoi de câmp).
Aria naturală prezintă resturi fosilifere de lamelibranhiate, gastropode, alge, briozoare, moluște; depozitate în rocă sedimentară, formată din argile și nisipuri aluvionare.